# Xã Milton, Quận DuPage, Illinois
Xã Milton (tiếng Anh: Milton Township) là một xã thuộc quận DuPage, tiểu bang Illinois, Hoa Kỳ. Năm 2010, dân số của xã này là 117.067 người.